# Zen9
zen9（ぜんきゅう）は、日本の漫画家。神奈川県大磯町在住。
成人向け漫画作品でデビュー。おもに双葉社の発行する「成年マーク」非指定の成年コミック誌（コンビニ誌）にて作品を発表している。

## 作品リスト
単行本
- 『淫鎖痕』FOX出版 ※「成年コミック」指定マーク、2004年11月、ISBN 4-925148-63-X
- 『とってもsweets』（短編集）双葉社〈アクションコミックス〉、2005年6月13日、ISBN 4-575-83098-4
- 『美味しく召し上がれ』双葉社〈アクションコミックス〉、2006年9月28日、ISBN 4-575-83286-3
- 『櫻の園』双葉社〈アクションコミックス〉、2007年3月28日、ISBN 978-4-575-83342-3
- 『こあびた』双葉社〈アクションコミックス〉、全2巻
  - 1巻 2008年1月12日、ISBN 978-4-575-83443-7
  - 2巻 2008年11月28日、ISBN 978-4-575-83555-7

- 『桃色制服主義』（短編集）竹書房〈バンブー・コミックス DOKI SPECIAL SELECT〉、2009年11月28日、ISBN 978-4-8124-7201-9
- 『水瀬織江21歳』双葉社〈アクションコミックス〉、全2巻
  - 1巻 2009年11月28日、ISBN 978-4-575-83699-8
  - 2巻 2010年11月12日、ISBN 978-4-575-83838-1

- 『あいにーじゅ♡』双葉社〈アクションコミックス〉、2012年3月、ISBN 978-4-575-84054-4
- 『月に恋して』エンジェル出版〈エンジェルコミックス〉、2013年1月、ISBN 978-4-87306-478-9
- 『月を愛して 月に恋して2』エンジェル出版〈エンジェルコミックス〉、2013年10月17日、ISBN 978-4-87306-530-4
- 『奥様ちゃれんじ』竹書房〈バンブー・コミックス COLORFUL SELECT〉、2012年10月27日、ISBN 978-4-8124-8027-4
- 『君の眼鏡に欲情する。』竹書房〈バンブー・コミックス COLORFUL SELECT〉、ISBN 978-4-8124-8775-4
- 『退屈な午後の過ごし方』エンジェル出版〈エンジェルコミックス〉 ※「18未満」指定マーク、2014年11月17日、ISBN 978-4-87306-612-7
- 『あねかの』エンジェル出版 2015年8月17日、ISBN 978-4-87306-659-2
- 『卑猥なカラダでダンナ様にご奉仕 ウブで巨乳なムッチリ妻』 竹書房、2015年10月7日、ISBN 978-4-8019-5147-1
- 『私の妻がネトラレる理由（ワケ）』（『ベターハーフ』改題） 竹書房、2016年5月27日、ISBN 978-4-8019-5537-0
- 『人妻秘書室』エンジェル出版 2016年9月17日、ISBN 978-4-87306-727-8
- 『快楽式ダイエット！』エンジェル出版 2017年8月17日、ISBN 978-4-87306-776-6
- 『神様にお願い』エンジェル出版 2018年6月15日、ISBN 978-4-87306-814-5
- 『義母のかわき』エンジェル出版 2019年3月17日、ISBN 978-4-87306-852-7
- 『巳城くんは甘え上手？』エンジェル出版 2020年8月17日、ISBN 978-4-87306-915-9
- 『眼鏡さんは塩対応』少年画報社 2020年12月10日、ISBN 978-4-7859-6814-4
- 『ツボネノツバメ』少年画報社〈ヤングキングコミックス〉、2022年5月10日発売、ISBN 978-4-7859-7134-2
- 『ギャルはじめました～ギャルと言えば性交っしょ～』 エンジェル出版 2022年5月17日、 ISBN 978-4-8730-6996-8